# 俅江枳椇
俅江枳椇（学名：Hovenia acerba var. kiukiangensis）为鼠李科枳椇属下的一个变种。

## 扩展阅读
- 維基物種上的相關：俅江枳椇